# Linnei
Linnei (chinesisch 林內鄉, Pinyin Línnèi xiāng, taiwanisch: Nâ-lāi-hiong) ist eine Landgemeinde des Landkreises Yunlin in der Republik China (Taiwan).

## Lage und Beschreibung

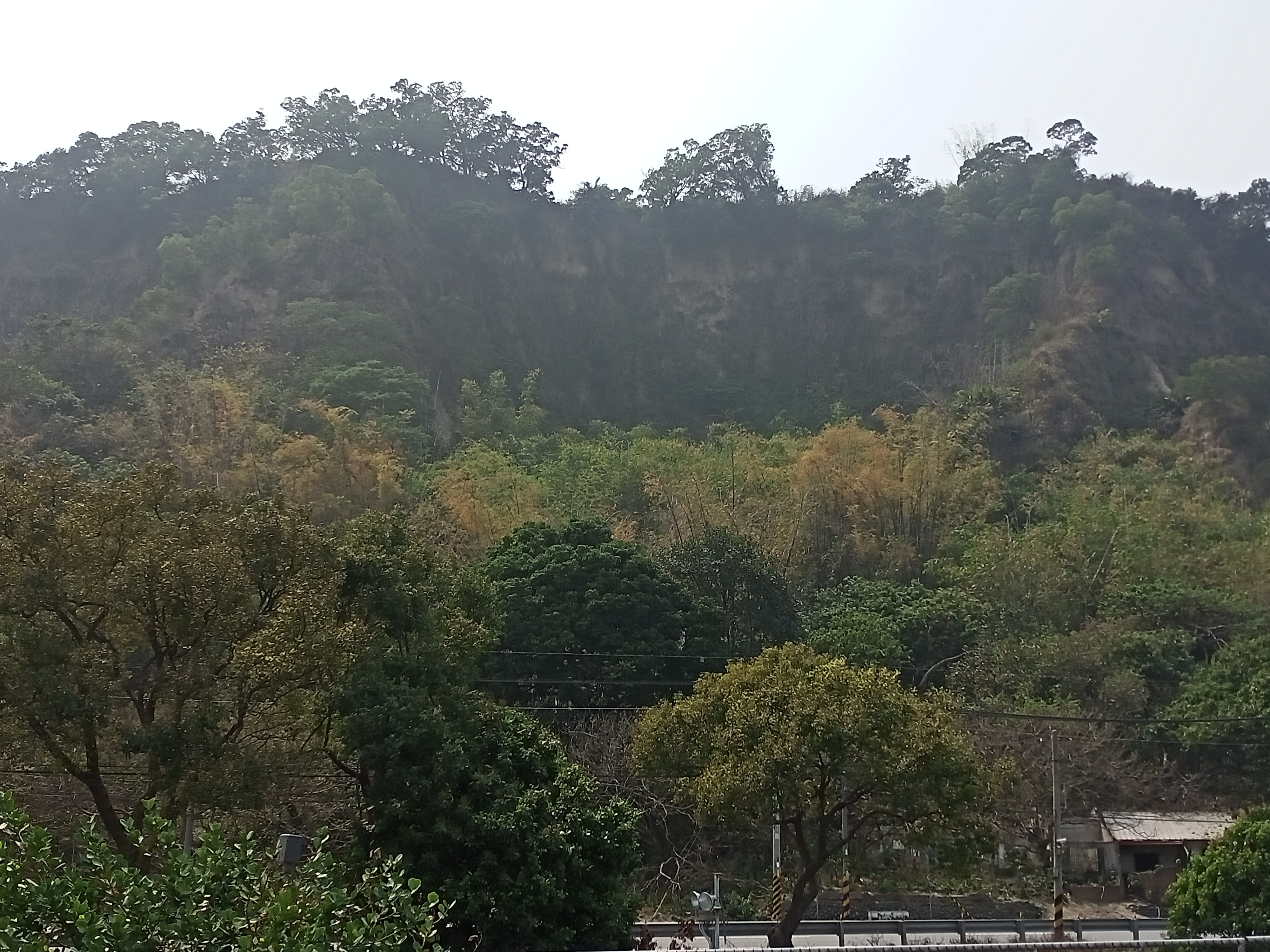
Fels in Chukou, Dorf Linbei

Linnei liegt am nordöstlichen Ende des Landkreises Yunlin an der Mündung des Flusses Qingshui (清水溪) in den Zhuoshui (濁水溪). Seine Nachbarorte sind Ershui (Landkreis Changhua, am gegenüberliegenden Ufer des Zhuoshui) im Norden, Zhushan (Landkreis Nantou, am anderen Ufer des Qingshui) im Osten, Douliu im Süden und Citong im Westen.
Im Gebiet Linneis halten sich flaches und hügeliges Gelände ungefähr die Waage. Der Nordwesten gehört zur landwirtschaftlich genutzten Ebene, während der Südosten hügelig, waldiger und spärlicher besiedelt ist. Die Bevölkerung der Gemeinde nimmt seit Beginn des Jahrtausends kontinuierlich ab. Im Oktober  2024 zählte Linnei 16.669 Einwohner.

## Geschichte
Wie archäologische Funde gezeigt haben, war die Gegend von Linnei bereits in prähistorischer Zeit von Menschen bewohnt. Später lebten hier taiwanische Ureinwohner vom Volk der Hoanya, mit denen die Niederländer während ihrer Kolonisierung Südtaiwans im 17. Jahrhundert in Kontakt kamen.
Linnei bedeutet „Im Wald“ und bezieht sich auf die dichte Vegetation der Gegend zur Zeit der ersten chinesischen Siedler ab Anfang des 18. Jahrhunderts. Die Einwanderer machten das Land urbar und betrieben Landwirtschaft. Lange Zeit und auch während der japanischen Herrschaft über Taiwan gehörte Linnei administrativ zur Stadtgemeinde Douliu. Nach der Übernahme Taiwans durch die Republik China wurde es eine Landgemeinde und 1950 in den neuen Landkreis Yunlin eingegliedert.

## Verkehr und Wirtschaft

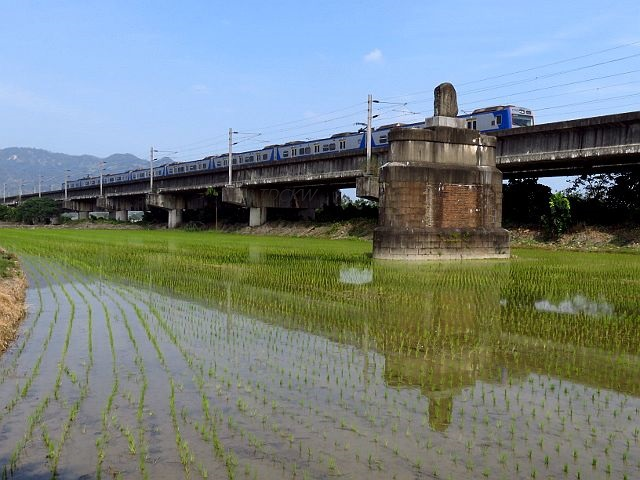
Eisenbahnbrücke in Linnei

Linneis wichtigste Straßen sind die Autobahn Nationalstraße 3 (genannt Formosa-Autobahn) und die Provinzstraße 3, die beide Linnei von Nordosten über den Qingshui kommend nach Süden abbiegen und die Gemeinde durchqueren. Die Autobahn hat in Linnei selbst allerdings keine Auffahrt, die nächste befindet sich im benachbarten Douliu. Im Norden führt die Kreisstraße 141 von Linnei über den Zhuoshui nach Ershui. Außerdem endet in Linnei die Kreisstraße 154, die von West nach Ost durch sämtliche im Norden Yunlins liegende Gemeinden verläuft.
Linnei ist mit einem Bahnhof an die Westliche Hauptlinie (縱貫線) der Taiwanischen Eisenbahn angebunden.
Der Öffentliche Nahverkehr Linneis umfasst einige Buslinien.
Linneis Hauptwirtschaftszweig ist die Landwirtschaft, deren wichtigste Produkte Reis, Tee, Bambussprossen, Schwammkürbisse, verschiedenes Obst und Gemüse sowie Blumen sind. Daneben gibt es Hühner- und Schweinezucht sowie einige Betriebe im Bereich der Lebensmittelverarbeitung.

## Kultur und Sehenswürdigkeiten

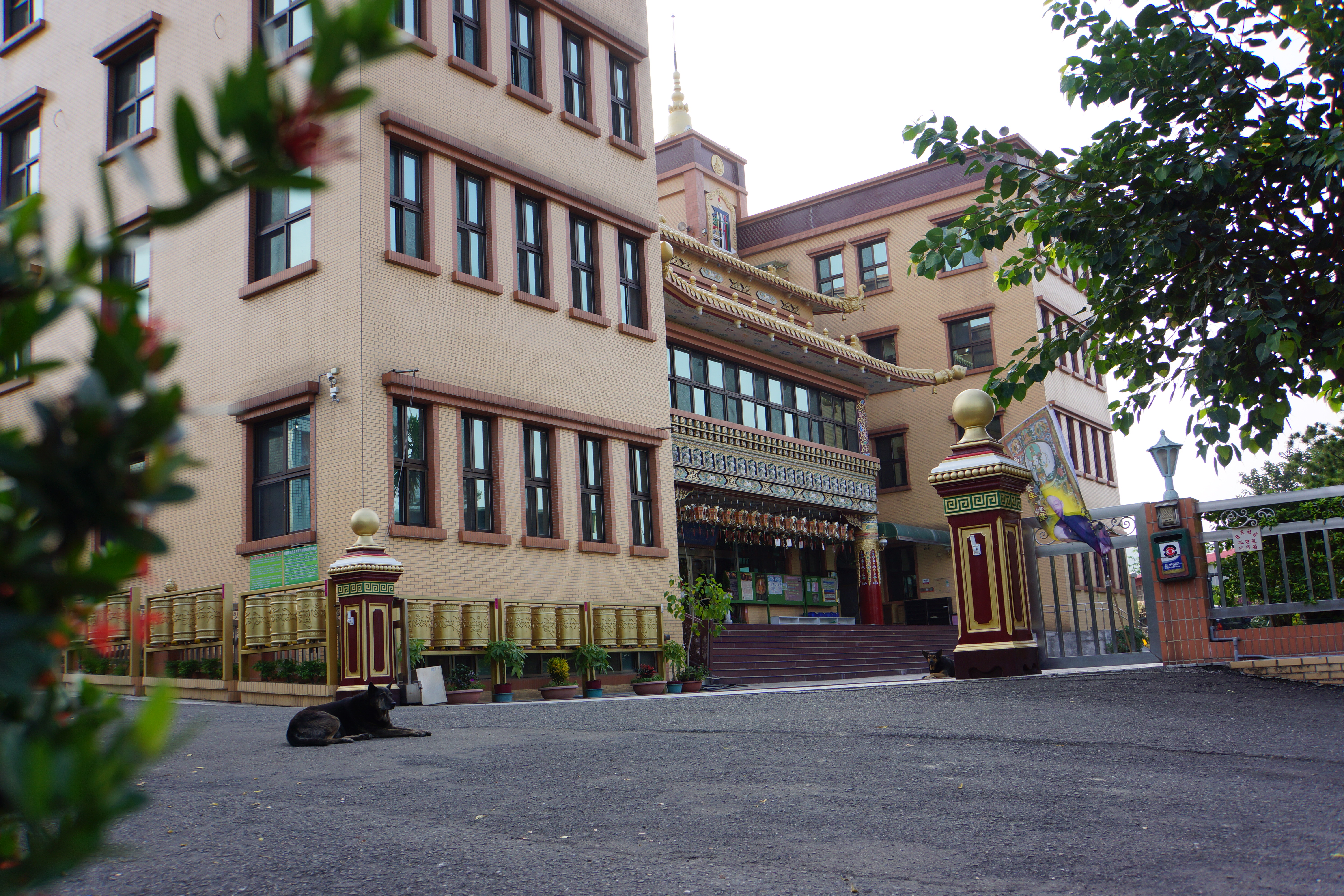
Der Puti Baima Si

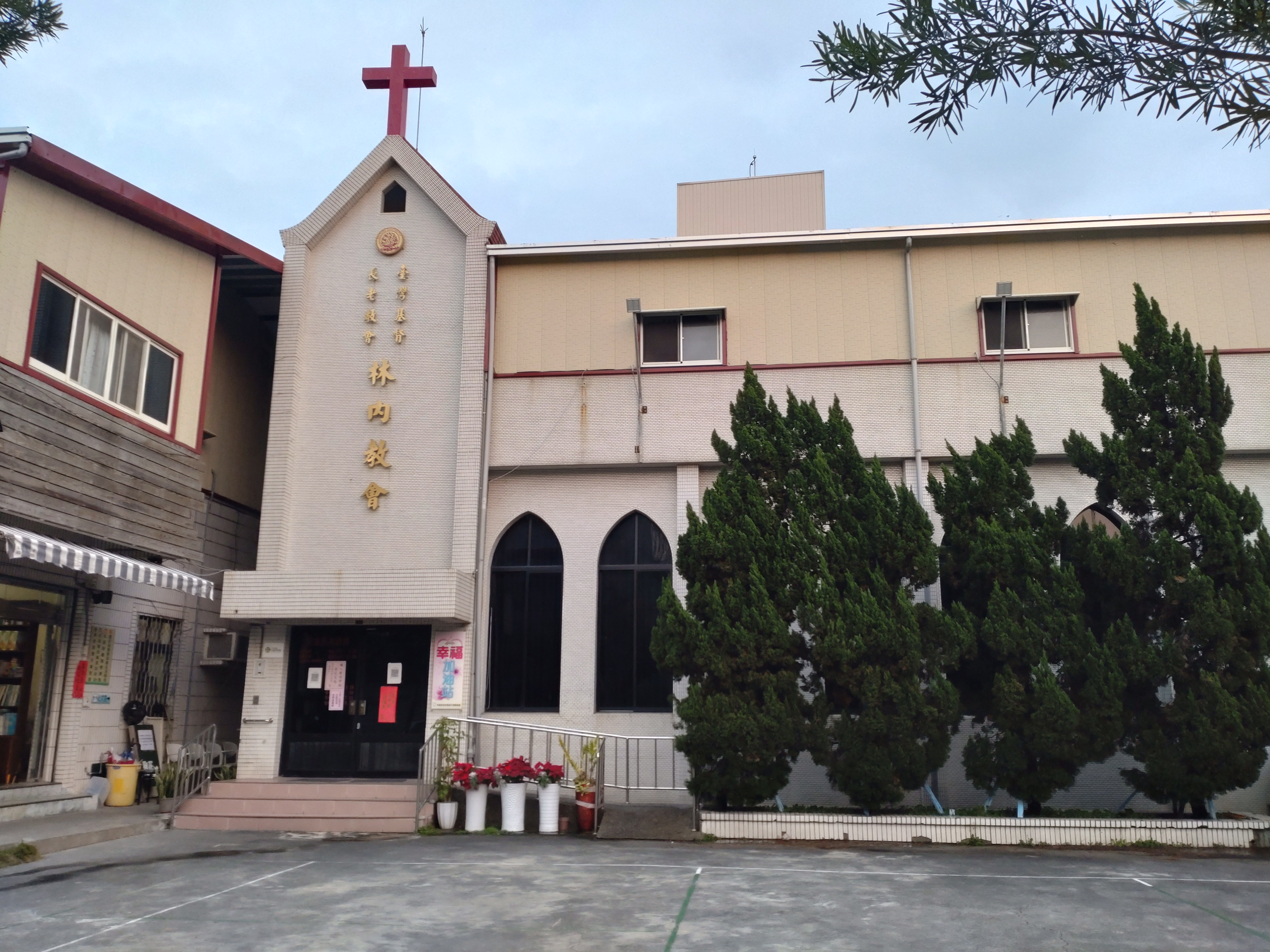
Presbyterianische Kirche in Linnei

Linnei beherbergt das Farming and Irrigation Artifacts Museum (農田水利文物陳列館), das einen Einblick in traditionelle Bewässerungstechniken und ihre Geschichte bietet. Im Dorf Pingding können Besucher im Haus für Teekultur (茶葉文化館 Chaye wenhua guan) etwas über den lokalen Teeanbau und seine Geschichte erfahren. 
In Linnei sind verschiedene Religionen mit einer Reihe von Heiligtümern zu Hause. Das älteste ist der 1720 gegründete daoistische Tempel Zhen’an Gong (鎮安宮) im Dorf Jiuqiong, dessen Hauptgottheit Shennong, ein Schutzpatron der Landwirtschaft, ist. Das Dorf Huben beherbergt die größten Tempel- und Klosteranlage des Tibetischen Buddhismus in Taiwan, den Puti Baima Si (普提白馬寺), in dem die buddhistische Lehre von Lamas gepflegt und verbreitet wird.